# Чапъл Хил
Ча̀пъл Хил (на английски: Chapel Hill) е град в източната част на Съединените американски щати, част от окръг Ориндж в щата Северна Каролина. Населението му е около 61 960 души (1 април 2020).
Разположен е на 149 метра надморска височина в областта Пидмънт, на 35 километра западно от Роли и на 75 километра източно от Грийнсбъро. Селището е основано през 1793 година, а днес е главно университетски център с големия Севернокаролински университет в Чапъл Хил.

## Известни личности
Родени в Чапъл Хил
- Лоръл Холоуман (р. 1971), актриса

Починали в Чапъл Хил
- Джером Каган (1929 – 2021), психолог
- Оливър Смитис (1925 – 2017), английски генетик
- Хорейс Фринк (1883 – 1936), психиатър